# El peral silvestre
El peral silvestre (en turco: Ahlat Ağacı) es una película dramática turca de 2018 dirigida por Nuri Bilge Ceylan. Fue seleccionada para competir por la prestigiosa Palma Dorada en el Festival Internacional de Cine de Cannes en 2018. También fue escogida como la película turca que participaría en los Premios de la Academia en la categoría de mejor película de habla no inglesa en la edición número 91 del certamen, pero finalmente no fue nominada.

## Sinopsis
A Sinan le apasiona la literatura y siempre ha querido ser escritor. Al regresar a la aldea donde nació, pone su corazón y su alma en reunir el dinero que necesita para que su obra literaria sea publicada, pero desgraciadamente las deudas de su padre lo alcanzan, complicando la consecución de su sueño.

## Reparto
- Aydın Doğu Demirkol es Sinan.[6]
- Murat Cemcir es Idris.
- Bennu Yıldırımlar es Asuman.
- Hazar Ergüçlü es Hatice.
- Serkan Keskin es Suleyman.
- Tamer Levent es Recep.
- Akın Aksu es Imam Veysel.
- Ahmet Rıfat Şungar es Ali Rıza.
- Kubilay Tunçer es Ilhami.
- Öner Erkan es Imam Nazmi.
- Özay Fecht es Hayriye.
- Kadir Çermik es Adnan.
- Ercüment Balakoğlu es Ramazan.
- Sencar Sağdıç es Nevzat.
- Asena Keskinci es Yasemin.

## Recepción
La cinta ha sido alabada por la crítica y la audiencia en general. El portal de internet especializado Rotten Tomatoes cuenta con un índice de aprobación del 90%, basado en 40 reseñas con un índice de audiencia promedio de 8.7 sobre 10. El consenso del sitio afirma: "El peral silvestre utiliza la experiencia de posgrado de un joven para plantear preguntas reflexivas y atractivas sobre la vida en la Turquía moderna y en el resto del mundo". En Metacritic, la película tiene un puntaje promedio de 88 sobre 100, basado en 13 críticas, indicando "aclamación universal". Es una de las películas con mayor puntuación estrenadas en Cannes en dicho sitio web.
Simran Hans de The Guardian alabó la cinta de Nuri Bilge Ceylan dándole cuatro estrellas de cinco posibles, afirmando: "El autor turco compara a los hombres con los perales silvestres: nudosos y atrofiados, pero robustos, capaces de soportar las duras condiciones de su entorno... La iluminación es hermosa, sus conversaciones filosóficas sinuosas son románticas y divagantes, con vastas tomas amplias que se desarrollan en tiempo real mientras los protagonistas recorren colinas y puentes salpicados de sol".